# Жез
Жез (фр. Gez) насеље је и општина у јужној Француској у региону Миди Пирене, у департману Горњи Пиринеји која припада префектури Аржеле Газо.
По подацима из 2011. године у општини је живело 309 становника, а густина насељености је износила 79,43 становника/km². Општина се простире на површини од 3,89 km². Налази се на средњој надморској висини од 600 метара (максималној 1.004 m, а минималној 518 m).

## Демографија
| 1962. | 1968. | 1975. | 1982. | 1990. | 1999. | 2011. |
| ----- | ----- | ----- | ----- | ----- | ----- | ----- |
| 220   | 222   | 204   | 216   | 215   | 233   | 309   |

График промене броја становника у току последњих година